# Comté de Laikipia
Laikipia est l'un des quarante-sept comtés du Kenya, situé à hauteur de l'équateur dans l'ancienne province de la vallée du Rift. Il existe deux centres urbains majeurs, Nanyuki au sud-est, et Nyahururu au sud-ouest. Sa capitale est Rumuruti. Sa superficie est de 9 462 km2,.
L'économie est essentiellement agricole.
Le comté est situé en altitude et la majeure partie de son territoire est composée d'un plateau semi-aride.

## Organisation administrative
Le comté est divisé en cinq sub-counties, Central, East, North, Nyahururu et West et en trois circonscriptions électorales (nord, est et ouest) regroupant quinze cantons électoraux.

## Population
Les villes et zones urbaines en croissance sont Nanyuki, Nyahururu, Rumuruti, Wiyumiririe, Doldol, Loniek.
| Population par sub-county |             |  |  |
|                           |             |  |  |
| Nom                       | Population* |  |  |
| Central                   | 95 594      |  |  |
| East                      | 102 815     |  |  |
| North                     | 36 184      |  |  |
| West                      | 129 263     |  |  |
| Nyahururu                 | 154 704     |  |  |
| Total                     | 518 560     |  |  |
| source, recensement 2019  |             |  |  |

## Économie
L'économie est essentiellement fondée sur l'agriculture et l'élevage, qui représentent 44 % du PIB du comté en 2017 ; la vente et le commerce de détail arrivent en seconde position. La croissance du PIB est de 9 % entre 2013 et 2018. Le secteur de l'agriculture irriguée et celui du tourisme sont en forte progression durant cette période.

## Climat
L'altitude du comté est comprise entre 1 500  et   2 600 m, ce qui tempère les températures (16 à 26 °C).
Le climat est semi-aride sur le plateau qui occupe la majeure partie du territoire ; les grandes pluies se produisent en avril-mai, les pluies continentales ou moyennes en août et novembre, et il existe une saison sèche prononcée entre janvier et mars. Les précipitations annuelles moyennes varient de 400  à   750 mm sur l'ensemble du district,.
Deux rivières pérennes, l'Ewaso Ng'iro et l'Ewaso Narok (sur laquelle on trouve les chutes de Thomson), dont les sources se trouvent sur les pentes du mont Kenya et de l'Aberdare, lesquels dominent le plateau, confluent dans le plateau central et coulent vers le nord puis vers l'est. Quant aux cours d'eau qui prennent naissance à Laikipia, ils sont saisonniers ou épisodiques et leurs vallées restent souvent sèches pendant la majeure partie de l'année.

## Éducation
Il existe 600 centres ECD, 304 écoles primaires et 99 écoles secondaires. Le comté compte également 4 écoles normales d'enseignants, 9 écoles polytechniques pour jeunes, 94 établissements de formation pour adultes et 2 universités.